# ジェレマイ
ジェレマイ（Jeremih、本名: Jeremy Phillip Felton、1987年7月17日 - ）は、アメリカ合衆国イリノイ州シカゴ出身のR&Bシンガー、ソングライター、ラッパー、音楽プロデューサー。
2009年のデビューシングル「Birthday Sex」で広く知られるようになる。2010年にはシングル「Down on Me」が全米4位のヒットを記録。2014年にはYGをフィーチャーしたシングル「Don't Tell 'Em」が全米6位とヒットさせた。

## 来歴

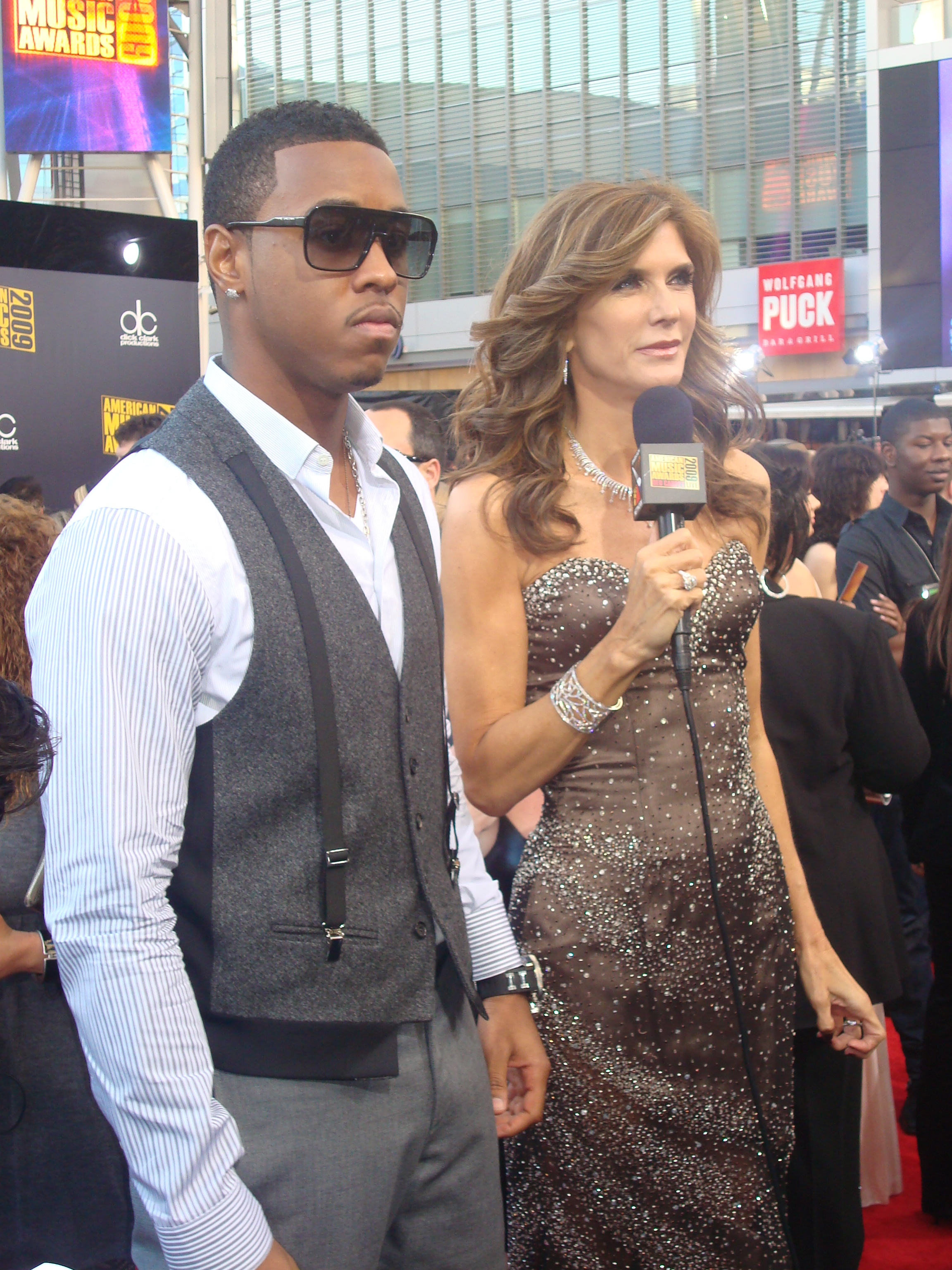
American Music AwardsでのJeremih（2009年）

1987年7月17日、ジェレマイはイリノイ州シカゴで生まれる。3歳からドラムを始め、サックス、パーカッション、ピアノ/キーボードを演奏することができるようになった。高校ではマーチングバンドやラテン・ジャズ・バンドの一員として、コンガやティンバーレなどの打楽器の演奏を学ぶ。ジェレマイは優秀な生徒で高校を1年早く卒業し、イリノイ大学とアーバナ・シャンペーンのパークランド・カレッジに入学した。2007年にはコロンビア・カレッジ・シカゴに編入し、音楽ビジネスの学位を取得する。同校のタレントショーでレイ・チャールズへのトリビュートを披露した際、好意的な感想を貰い自分のボーカル能力を実感したという。
2009年にDef Jam Recordingsとレコード契約び、デビューシングル「Birthday Sex」をリリース。米ビルボード・ホット100で4位とヒットし、同年6月のデビューアルバム『Jeremih』は米ビルボード200チャートで6位を記録した。
2010年9月、2作目のアルバム『All About You』をリリースし、シングル「Down on Me」が全米4位とヒットした。
2014年には、YGをフィーチャーしたシングル「Don't Tell 'Em」が全米6位のヒットを記録。2015年12月に3作目のアルバム『Late Nights』をリリースした。
2018年8月24日、タイ・ダラー・サインとのコラボアルバム『MihTy』をリリースした。

## 音楽性

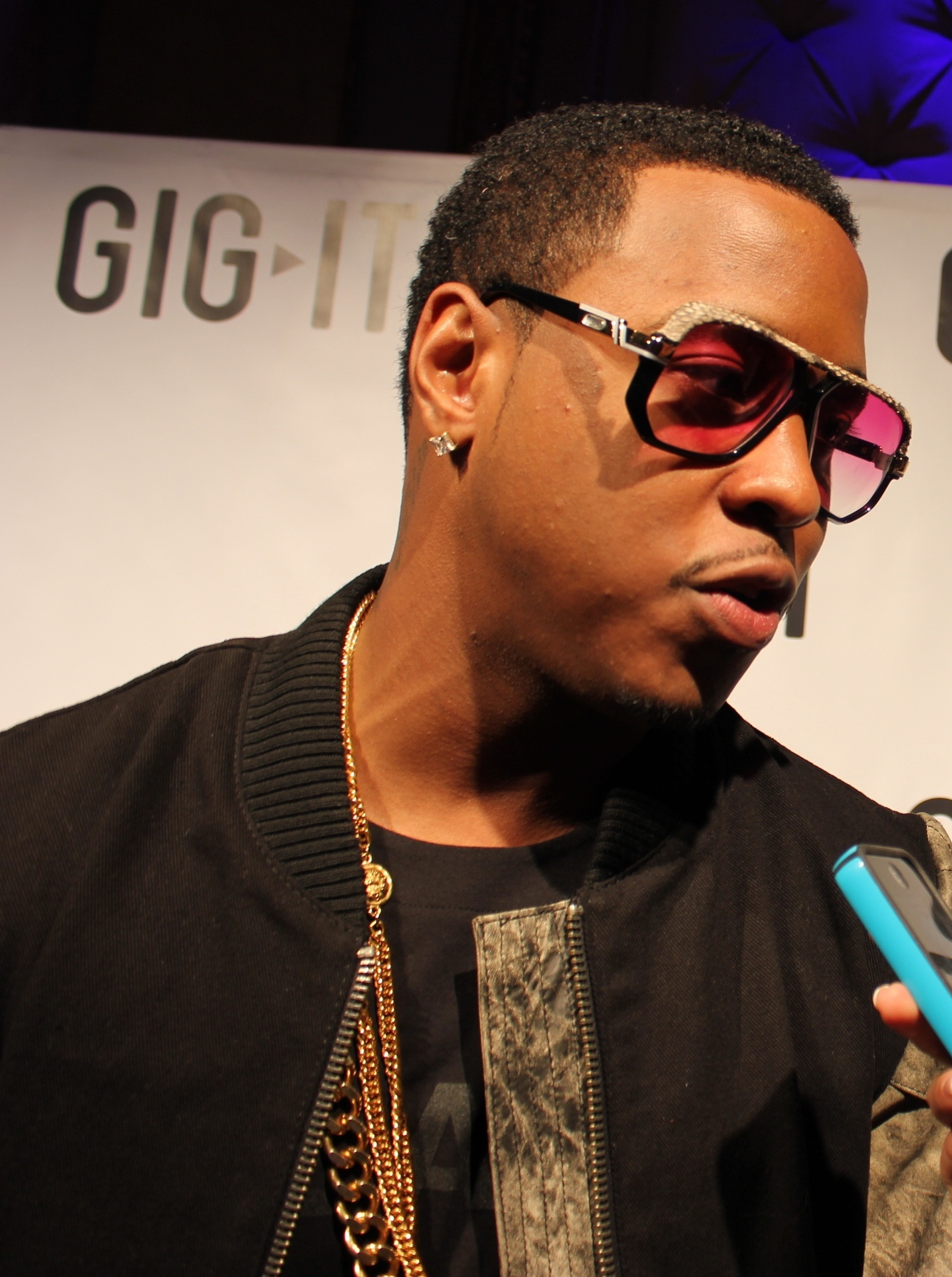
Jeremih（2012年）

### 影響を受けたアーティスト
ジェレマイは最大の影響を受けたアーティストとして、マイケル・ジャクソン、スティーヴィー・ワンダー、R.ケリーを挙げている。ジェレマイは彼らの音楽を「時代を超越している」と表現し「真のミュージシャン・アーティスト」と賞賛した。 

## 人物

### 健康
2020年11月、ジェレマイはCOVID-19の陽性反応が出てシカゴの病院に入院する。11月14日までに集中治療室で人工呼吸器を使用していると報じられ、19日には人工呼吸器を外されたが重体のままであった。彼のスポークスマンによると、ジェレマイに基礎疾患はないという。ジェレマイは11月21日に集中治療室から総合病院に移送され、その後完全な回復を遂げた。

## ディスコグラフィ
スタジオ・アルバム
- Jeremih (2009年)
- All About You (2010年)
- Late Nights (2015年)
- MihTy (with Ty Dolla Sign) (2018年)